# Déodat du Puy-Montbrun
Déodat du Puy-Montbrun, né le 18 février 1920 à Toulouse et mort le 23 février 2009 à Paris, est un officier de l'Armée de terre et un résistant français. Il participe à la Seconde Guerre mondiale, à la guerre d'Indochine durant laquelle il devient un des membres fondateurs du 11e régiment parachutiste de choc et du service Action du SDECE et contribue à la création du Groupement de commandos mixtes aéroportés (GCMA). En 1955, il prend part à la guerre d'Algérie. Après sa mise à la retraite en 1964, il devient journaliste, romancier et auteur d'essais historiques. Il est promu grand-croix de la Légion d'honneur en 1997.

## Famille
André, Raymond, Bertrand, Déodat du Puy-Montbrun, né le 18 février 1920 à Toulouse est le fils de Raoul du Puy-Montbrun, ingénieur des chemins de fer, gazé à Douaumont en 1917 et mort en 1924,, et de Lucie Molard.

## Carrière militaire

### Sous-officier à18 ans
Engagé volontaire en 1938, maréchal des Logis en 1939, il est grièvement blessé en juin 1940. Prisonnier des Allemands, il s’évade de l’hôpital. Recueilli exsangue dans un fossé par des fermiers lorrains qui le soignent, il regagne la Zone libre où, réintégré dans l’armée d'armistice, il est envoyé en Syrie en 1941. Il y est recruté par l’Intelligence Service britannique qui va lui confier des missions en France occupée.

### Résistant, en France
Il rejoint François Bistos dans le réseau Confrérie Notre-Dame puis Andalouise et organise une filière d’évadés vers l’Espagne. Ces réseaux démantelés, il rejoint le colonel Rémy et le BCRA. Sa sécurité est compromise après avoir échappé à une arrestation de la Gestapo qui faillit lui être fatale si le convoi allemand n’avait été attaqué par le maquis. Il s’envole alors vers l’Angleterre et reçoit l’instruction des SAS avant d’intégrer la Force Jedhburgs, une unité spéciale destinée à mener des opérations clandestines derrière les lignes ennemies.
Plusieurs fois parachuté en France, il y effectue de nombreuses missions avec les maquis et les Américains. Dans l’une d’elles, largué derrière les lignes allemandes, il détruit avec son équipe une section SS.
Il participe aux combats de la Libération, notamment à Toulouse, en qualité d'officier parachutiste au sein des Forces françaises libres et est nommé, à l'âge de 25 ans, chevalier de la Légion d'honneur en 1945. Il s'écarte alors des formations régulières.

### Commandos et Indochine
Intégré en 1945 au Service action du contre-espionnage français, il participe à la création du Centre de Cercottes avant de servir au 11e Choc, fer de lance des services secrets. Il est de ceux qui ont créé le centre d'entraînement commando de Cercottes dans le Loiret et devient ainsi l’un des fondateurs du Service Action de la DGSE ; ainsi a-t-il sa place aujourd’hui dans la mémoire de la DGSE.
Volontaire pour l'Indochine, il s'y bat de 1950 à 1954. Alors aide de camp du général de Lattre de Tassigny, c’est sur ses propositions et notamment la participation d’autochtones à la contre-guérilla qu'en accord avec le SDECE est créé le 17 avril 1951 le Groupement de Commandos Mixtes Aéroportés (GCMA).
La mission du GCMA relève d’opérations de guérilla, de sabotage et de filières d’évasion. Il y est l’initiateur des débarquements de nuit et multiplie avec ses hommes pendant trois ans les sabotages et autres destructions diverses. Dans l'une de ces situations difficiles, il dégage personnellement à l’arme blanche un de ses sous-officiers terrassé par l’ennemi.
En 1952, il participe avec les Britanniques à une opération dans les forêts de la Malaisie où les parachutes sont arrêtés par la canopée et les parachutistes descendent en rappel avant d'en venir à l'attaque. Le commandant de la 2e SAS, au vu de son comportement, lui écrit avoir été grandement impressionné : « nous vous considérons comme un soldat hors du commun. ».

### Indochine et premiers hélicoptères
Fort de l’impulsion donnée par le colonel Crespin, se crée la première unité française héliportée en Indochine le 28 décembre 1953, subordonnée au Général commandant les forces aériennes d'Extrême Orient pour sa mise sur pied jusqu'à la prise en compte effective financière et matérielle par l'Armée de Terre. Déodat du Puy-Montbrun, alors capitaine, est son adjoint.
Au mois de juin 1954, il réussit, après un saut dans un orage tropical à récupérer, aidé d’un seul homme, le sergent chef Taxi, et à retrouver trois égarés en secteur ennemi qui sont récupérés par hélicoptère par le colonel Crespin..

### Algérie et le Groupement d'hélicoptèresno2(GH2)
En 1955, il est affecté en Algérie, où il restera jusqu’en 1961, effectuant 3 000 heures de vol dans toutes les conditions de combat imaginables. Commandant en second puis commandant, le 1er janvier 1959, du Groupe d’hélicoptères no 2, il est le pionnier des évacuations sanitaires de nuit. Il en réalise personnellement quarante-cinq - un record - avec l’hélicoptère H-21 dit « banane » utilisé aussi dans un rôle de transport d’assaut. Dans ce cadre, il cherche à aller toujours au plus près des combats et découvre de nouvelles zones d’atterrissage malgré les tirs qui touchent son hélicoptère. Il sera finalement gravement blessé.

### Retour en France
En 1961, le commandant du Puy-Montbrun est nommé commandant en second de l’École des troupes aéroportées à Pau. Il refuse fermement une proposition de l’OAS, ce qui ne l'empêche pas d'écrire à ses camarades en prison, de leur fournir des colis et de l'argent. Inscrit au tableau de lieutenant-colonel, il est affecté au 2e RH à Orléans.
Quoiqu’il n’ait jamais appartenu à l'Organisation de l'armée secrète (OAS), il soutient encore ses camarades devant la justice. Il intervient en leur faveur devant les tribunaux en grand uniforme et portant ses décorations, en particulier pour l'adjudant Robin, qui risque alors la peine de mort. Après sa déclaration, Jean-Louis Tixier-Vignancour, avocat de l'adjudant Robin, s'est levé pour déclarer : Après un tel témoignage, ma plaidoirie devient inutile.
Il devient l'objet de la  méfiance du commandement.
Il est noté par son chef le colonel Brothier, ancien patron de la Légion, comme l'un des plus brillants officiers supérieurs qu'il me fût donné d'avoir sous mes ordres. Lucien Bodard le décrit en proie à un idéal qui l'oblige à constamment se surmonter, à s'engager dans des épreuves toujours plus audacieuses, qui ne peuvent finir que par la mort. Mais il vit, il survit toujours.

### Reconnu grand invalide de guerre et rayé des cadres en 1964
Reconnu grand invalide de guerre, il est invité à faire valoir ses droits à la retraite, ce à quoi il se refuse. Il est rayé des cadres de l'Armée de terre en 1964.

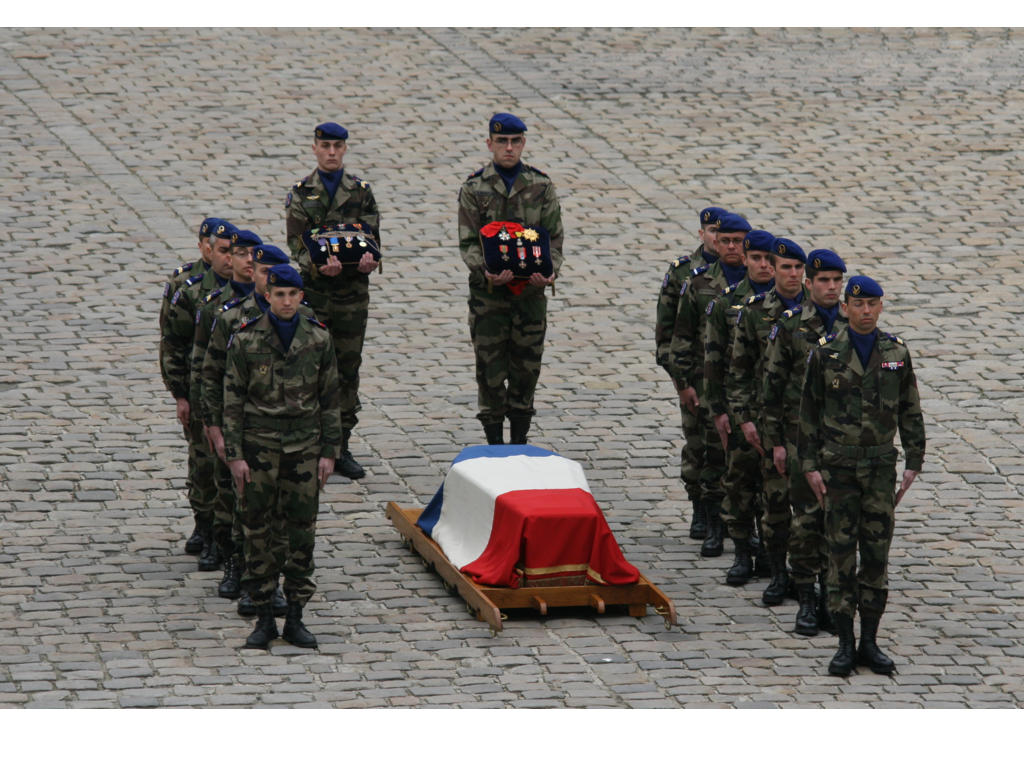
Hommage rendu, dans la cour de l’Institution nationale des Invalides à Paris, au colonel Déodat du Puy-Montbrun

## Journaliste et écrivain
Il devient reporter à Paris Match durant une quinzaine d’années. Il écrit dès lors une trentaine d'ouvrages sur les services spéciaux mais aussi, sous le nom de Déodat de Montbrun, plusieurs romans d'espionnage dont le héros s'appelle Camberra, inspirés de faits vécus ou dont il a eu connaissance.
Il meurt le 23 février 2009 à Paris et ses obsèques ont eu lieu aux Invalides le 27 février 2009. Après l’hommage militaire, un service religieux s'est tenu dans sa paroisse, l’église réformée d’Auteuil.

### Parrain de la49epromotion de l’EMIA
Le nom du Colonel du Puy-Montbrun est celui de la 49e promotion de l'EMIA. Il figure sur l'épée de l'insigne qu'elle a conçu et dans le chant de marche de cette promotion.

## Décorations

### Décorations militaires françaises
Il est l'un des officiers les plus décorés de sa génération, titulaire de 19 citations avec les croix de guerre 39-45 et TOE, il totalise 26 titres de guerre,.
Il est promu commandeur de la Légion d'honneur le 26 septembre 1958, à 38 ans. La citation qui accompagne sa croix de la Valeur militaire le qualifie de chevalier sans peur et sans reproche. Il sera cité encore 4 fois après cette distinction.
| Grand-croix de la Légion d'honneur                                                             | Grand-croix de la Légion d'honneur,                                                            |
| Médaille militaire                                                                             | Médaille militaire                                                                             |
| Médaille de la Résistance                                                                      | Médaille de la Résistance avec rosette                                                         |
|                                                                                                | Croix de guerre 1939-1945                                                                      |
| Croix de guerre des Théâtres d'opérations extérieurs                                           | Croix de guerre des Théâtres d'opérations extérieurs avec fourragère à titre individuel        |
| Croix de la Valeur militaire                                                                   | Croix de la Valeur militaire                                                                   |
| Croix du combattant volontaire                                                                 | Croix du combattant volontaire                                                                 |
| Médaille coloniale                                                                             | Médaille coloniale                                                                             |
| Médaille commémorative de la campagne d'Indochine                                              | Médaille commémorative de la campagne d'Indochine                                              |
| Médaille commémorative des opérations de sécurité et de maintien de l'ordre en Afrique du Nord | Médaille commémorative des opérations de sécurité et de maintien de l'ordre en Afrique du Nord |
| Médaille de l'Aéronautique                                                                     | Médaille de l'Aéronautique                                                                     |
| Médaille des évadés                                                                            | Médaille des évadés                                                                            |
| Médaille d'or du service de santé                                                              | Médaille d'honneur du service de santé des armées, or                                          |

### Décorations militaires étrangères
| King's Medal for Courage in the Cause of Freedom (Royaume-Uni) |
| Malaysian Service Medal (en) (Malaisie)                        |
| Croix de la bravoure vietnamienne                              |

## Publications
- Les chemins sans croix : commandos spéciaux en Indochine, Presses de la Cité, 1964
- Au-delà de la peur, Atlante éditions, 2005  (ISBN 978-2-912-67120-2)
- Flammes, Éditions de la Revue moderne, 1972
- Numa paye cash, Éditions Libris, 1972
- Les Armes des espions, Balland, 1972
- Le Coup de piolet, Plon, 1974
- Histoire des guerres du Vietnam, Elsevier Séquoia, 1980 (ouvrage collectif)
- L'Honneur de la guerre, Albin Michel, 2002  (ISBN 2-226-13208-2)

### Série "Camberra"
- Les Trompettes de la mort, Plon, 1968
- Mal dans sa peau, Plon, 1969
- Pour un œil, les deux yeux, Plon, 1969
- On ne choisit pas son enfer, Plon, 1969
- La vérité fait crever, Plon, 1969
- Et la mort pour sa peine, Plon, 1970
- Jugement dernier à Brooklyn, Plon, 1970
- Un vieux compte à régler, Plon, 1970
- Adieu, Tarass-Boulba, Plon, 1970, voir Tarass Boulba, roman de 1843 de Nicolas Gogol
- On ne fait pas l'amour avec Satan, Plon, 1971
- Mort en douce à Damas, Plon, 1971
- Pas de témoin pour un massacre, Plon, 1971
- Six hommes à tuer, Plon, 1971
- L'Espion à la sarbacane, Plon, 1971
- 5 couronnes pour 1 tueur, Plon, 1972
- Un Ange un peu spécial, Plon, 1972
- Les Perles de Shinsei, Plon, 1972
- Une Hirondelle à Moscou, Plon, 1972
- Une Espionne à Syracuse, Plon, 1973
- L'Homme du Kattegat, Plon, 1973
- Diaboliquement vôtre, Plon, 1973
- Priscilla la Libyenne, Plon, 1973
- Les Espions de la mort blanche, Plon, 1974
- Zéro pour les espions, Plon, 1974
- Les 10000 soleils de Rio, Plon, 1974
- Le Mort à l'affût, Plon, 1974
- Crime is business, Plon, 1975
- Intox à Chypre, Plon, 1975

Certains de ces romans furent adaptés en bandes dessinées par l'éditeur Arédit/Artima dans le petit format Camberra dans les années 1970.